# Résolution 1929 du Conseil de sécurité des Nations unies
Membres permanents
- Chine
- États-Unis
- France
- Royaume-Uni
- Russie

Membres non permanents
- Autriche
- Bosnie-Herzégovine
- Brésil
- Gabon
- Japon
- Liban
- Mexique
- Nigéria
- Turquie
- Ouganda

Résolution no 1928 Résolution no 1930
La résolution 1929 du Conseil de sécurité des Nations unies a été adoptée le 9 juin 2010, après avoir rappelé les résolutions 1696 (2006), 1737 (2006), 1747 (2007), 1803 (2008), 1835 (2008) et 1887 (2009) et concerne l'Iran et la non-prolifération. Le Conseil a noté que l'Iran n'avait pas respecté les résolutions précédentes du Conseil de sécurité concernant son programme nucléaire et a imposé de nouvelles sanctions au pays.
La résolution, qui impose donc une quatrième série de sanctions contre l'Iran en raison de son programme nucléaire, a été adoptée par douze voix pour, deux contre (Brésil et Turquie), et une abstention du Liban.

## Résolution

### Préambule
Dans le préambule de la résolution, le Conseil a réaffirmé son attachement au Traité de non-prolifération nucléaire, à ses dispositions et aux obligations des parties audit Traité. Le Conseil des gouverneurs de l'Agence internationale de l'énergie atomique (AIEA) a adopté une résolution affirmant qu'une solution au problème nucléaire iranien contribuerait aux efforts mondiaux de non-prolifération et la disparition des armes de destruction massive dans la région du Moyen-Orient. D'aucuns craignent que l'Iran n'ait pas encore complètement suspendu ses activités d'enrichissement d'uranium, repris sa coopération avec l'AIEA ou clarifié les questions liées à une éventuelle dimension militaire de son programme nucléaire.
Le Conseil a reconnu que l'accès à une énergie diversifiée et fiable était essentiel au développement durable et a souligné les droits des États dans le commerce international. Il a appelé l'Iran à ratifier le Traité d'interdiction complète des essais nucléaires et était déterminé à prendre les mesures appropriées pour que l'Iran se conforme aux dispositions des résolutions précédentes du Conseil de sécurité et aux exigences de l'AIEA

### Dispositif
Agissant en vertu de l'article 41 du chapitre VII de la Charte des Nations unies, le Conseil a déterminé que le gouvernement iranien n'avait pas encore satisfait aux exigences des résolutions précédentes du Conseil de sécurité et de l'AIEA. Il a affirmé que l'Iran devrait immédiatement coopérer avec l'AIEA sur toutes les questions en suspens, notamment en ce qui concerne l'activité à Qom, les clarifications sur une éventuelle utilisation militaire du programme nucléaire et l'octroi d'un accès sans restriction à tous les sites, personnes, équipements et documents demandés par l’AIEA. Le Conseil a également décidé que l'Iran devrait se conformer à l'accord de garanties avec l'AIEA, ne pas entreprendre de nouvelles activités de retraitement d'eau lourde ou d'enrichissement, ni acquérir d'intérêts commerciaux dans d'autres États impliquant l'extraction d'uranium ou l'utilisation de matières et de technologies nucléaires.
Parmi les dispositions de la résolution : 
- Il est interdit à l’Iran d’investir dans des activités nucléaires sensibles à l’étranger, comme les activités d’enrichissement et de retraitement de l’uranium, où il pourrait acquérir une technologie et un savoir-faire nucléaire, ainsi que dans des activités impliquant des missiles balistiques capables de transporter des armes nucléaires. L'interdiction s'applique également aux investissements dans l'exploitation minière de l'uranium.
- Il est interdit aux États de vendre ou de transférer de quelque manière que ce soit à l'Iran huit grandes catégories d'armes lourdes (chars d'assaut, véhicules blindés de combat, systèmes d'artillerie de gros calibre, avions de combat, hélicoptères d'attaque, navires de guerre, missiles ou systèmes de missiles). Il est également interdit aux États de fournir une assistance technique ou financière pour de tels systèmes ou leurs pièces détachées. Les États doivent également faire preuve de vigilance et de retenue lorsqu’ils fournissent à l’Iran toute autre arme ou matériel connexe.
- Il est interdit à l'Iran d'entreprendre toute activité liée aux missiles balistiques capables de transporter des armes nucléaires et les États sont tenus de prendre toutes les mesures nécessaires pour empêcher le transfert de technologie ou d'assistance technique connexe.
- La résolution met à jour et complète la liste des éléments techniques liés à la prolifération nucléaire et des missiles dont le transfert vers et depuis l'Iran est interdit.
- L'Iran est soumis à un nouveau régime d'inspection des marchandises suspectes afin de détecter et de mettre fin à la contrebande iranienne. Les États devraient inspecter tout navire sur leur territoire soupçonné de transporter des marchandises interdites, notamment des armes conventionnelles interdites ou des éléments nucléaires ou de missiles. Les États sont également censés coopérer à de telles inspections en haute mer.
- Une fois les objets interdits découverts, les États sont désormais tenus de les saisir et de les éliminer.
- Les États sont tenus de ne pas fournir de services de soutien essentiels (par exemple, carburant, eau) aux navires soupçonnés de transporter des marchandises interdites.
- Les États doivent exiger de leurs ressortissants qu'ils fassent preuve de vigilance à l'égard de l'IRISL, un contrevenant aux sanctions bien connu. Trois sociétés liées à l'IRISL verront leurs avoirs gelés. Les États sont priés de communiquer toute information sur les activités menées par l'IRISL et la division cargo d'Iran Air pour échapper aux sanctions, notamment en renommant les navires.
- Les États sont appelés à interdire tout service financier – y compris l'assurance ou la réassurance – et à geler tout actif susceptible de contribuer à la prolifération au profit de l'Iran. Ce langage large aidera les États à agir lorsqu'il existe des liens financiers suspectés avec les activités nucléaires interdites de l'Iran.
- Les États sont tenus de veiller à ce que leurs ressortissants fassent preuve de vigilance lorsqu'ils font des affaires avec une entreprise iranienne, y compris le CGRI et l'IRISL, afin de s'assurer que de telles activités ne contribuent pas à la prolifération au profit de l'Iran.
- Les États sont appelés à interdire sur leur territoire toute nouvelle relation bancaire avec l’Iran, y compris l’ouverture de nouvelles succursales de banques iraniennes, de coentreprises et de relations de correspondant bancaire, en cas de suspicion de lien avec la prolifération. Les États devraient également interdire à leurs propres institutions financières d’ouvrir des succursales en Iran en cas de même suspicion.
- La résolution souligne le rôle du CGRI dans la prolifération et exhorte à ce que les États exigent que les entreprises fassent preuve de vigilance sur toutes les transactions impliquant le CGRI. Quinze sociétés liées au CGRI et à la prolifération verront leurs avoirs gelés.
- Quarante entreprises iraniennes et un particulier seront soumis à un gel de leurs avoirs. L’individu – à la tête d’un programme de recherche nucléaire critique – sera également soumis à une interdiction de voyager. Trente-cinq personnes supplémentaires auparavant soumises à la « vigilance de voyage » seront désormais soumises à une interdiction de voyager.
- Un « Groupe d'experts » de l'ONU sera créé pour surveiller la mise en œuvre des sanctions par les États, rendre compte des violations des sanctions et recommander des moyens d'améliorer continuellement leur application.

Tout au long de la mise en place des mesures susmentionnées, des exceptions ont été faites pour des raisons humanitaires et des activités économiques légales.
Le Conseil de sécurité a déploré le transfert d'armes par l'Iran vers d'autres pays en violation de la résolution 1747 et a ordonné au Comité de répondre aux violations et de promouvoir la mise en œuvre des résolutions précédentes. Le secrétaire général Ban Ki-moon a été prié de créer un groupe composé d'un maximum de huit experts pour une période initiale d'un an pour assister le Comité dans son mandat. Ce dernier inclut l'examen des informations présentées par les pays, notamment en ce qui concerne les cas de non-conformité, la formulation de recommandations au Conseil et le rapport sur ses conclusions et recommandations.
Tous les États devaient faire rapport au Comité dans un délai de 60 jours sur les mesures qu'ils avaient prises pour mettre en œuvre les dispositions de la résolution actuelle. La résolution a souligné les efforts diplomatiques du groupe dit « cinq plus un » (Allemagne, Chine, États-Unis, France, Russie, Royaume-Uni) pour résoudre la question nucléaire et a encouragé leur poursuite. Elle a félicité le directeur général de l'AIEA, Yukiya Amano, pour un projet d'accord entre la France, l'Iran et la Russie et a demandé un rapport dans les 90 jours indiquant si l'Iran avait commencé à coopérer avec l'AIEA et suspendu les activités mentionnées dans la résolution 1737. Sur la base de ce rapport, le Conseil réexaminerait le régime des sanctions et lèverait les dispositions si le respect était signalé ou envisagerait de nouvelles mesures en cas de non-respect des résolutions du Conseil de sécurité.

## Vote
La résolution a été adoptée après avoir recueilli 12 voix pour, deux contre (Brésil et Turquie) et une abstention (Liban).
| Pour (12) | Abstention (1) | Contre (2)         |
| --- | -------------- | ------------------ |
| - Autriche - Bosnie-Herzégovine - Chine - États-Unis - France - Gabon - Japon - Mexique - Ouganda - Royaume-Uni - Russie | - Liban        | - Brésil - Turquie |

* Les membres permanents du Conseil de sécurité sont en gras.

## Réactions

### Iran
Le président iranien Mahmoud Ahmadinejad a qualifié la nouvelle résolution de « mouchoir usagé qui devrait être jeté à la poubelle ».
Dans une interview par courrier électronique accordée au journal britannique The Guardian, le politicien réformateur iranien Mehdi Karroubi a affirmé que ces sanctions renforceraient en fait le régime d'Ahmadinejad en offrant « une excuse au gouvernement iranien pour réprimer l'opposition ».

### Turquie et Brésil
Le Brésil et la Turquie ont critiqué les sanctions, affirmant qu'elles pourraient nuire aux efforts diplomatiques ultérieurs. Le Brésil et la Turquie avaient récemment tenté de jouer un rôle de médiateur dans le différend, concluant des négociations avec l'Iran qui ont conduit à la Déclaration de Téhéran, mais qui n'a pas été acceptée par groupe « cinq plus un » (P5+1).

## Violations
Les 10 ou 11 octobre 2015, l'Iran a testé un missile que les États-Unis ont qualifié de « intrinsèquement capable » d'emporter une tête nucléaire.

## Abrogation
Les dispositions de la résolution 1929 ont été abrogées par la résolution 2231 du Conseil de sécurité des Nations unies, à compter du jour de mise en œuvre du Plan d'action global commun, le 16 janvier 2016.

## Voir également
- Armes de destruction massive en Iran
- Programme nucléaire de l'Iran
- Sanctions contre l'Iran